# 圣王路易堂 (马赛)
圣王路易堂（法语：Église Saint-Louis）是一座罗马天主教堂区教堂，隶属于天主教马赛总教区。该堂位于法国普罗旺斯-阿尔卑斯-蓝色海岸大区罗讷河口省马赛第十五区罗夫大道（avenue du Rove）22号。该堂由让-路易斯·苏尔多（Jean-Louis Sourdeau）设计，采用包豪斯建筑风格，雕塑由卡洛·萨拉贝佐尔斯（Carlo Sarrabezoles）设计。1935年建成祝圣。 1989年12月14日，该堂列为法国历史遗迹。

教堂平面图

Chemin de croix
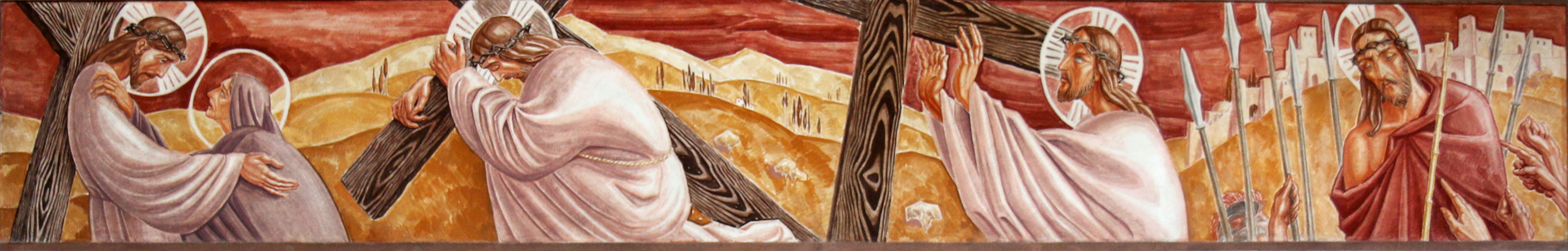
Stations I à IV.
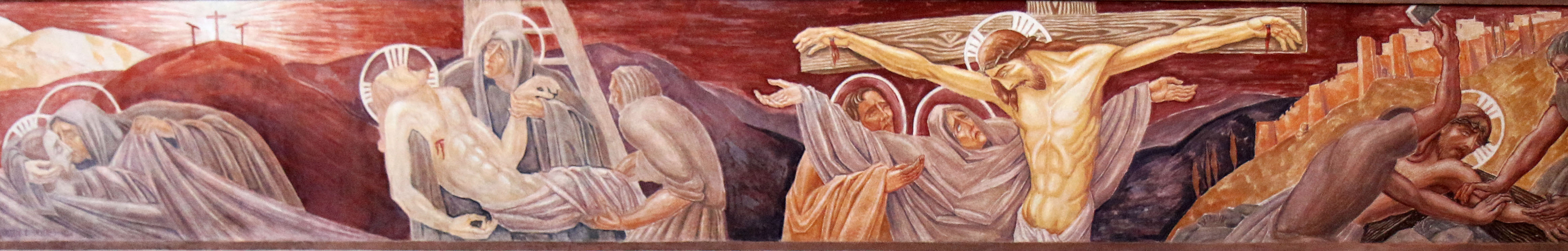
Stations XI à XIV

Rosaces en pavés de verre
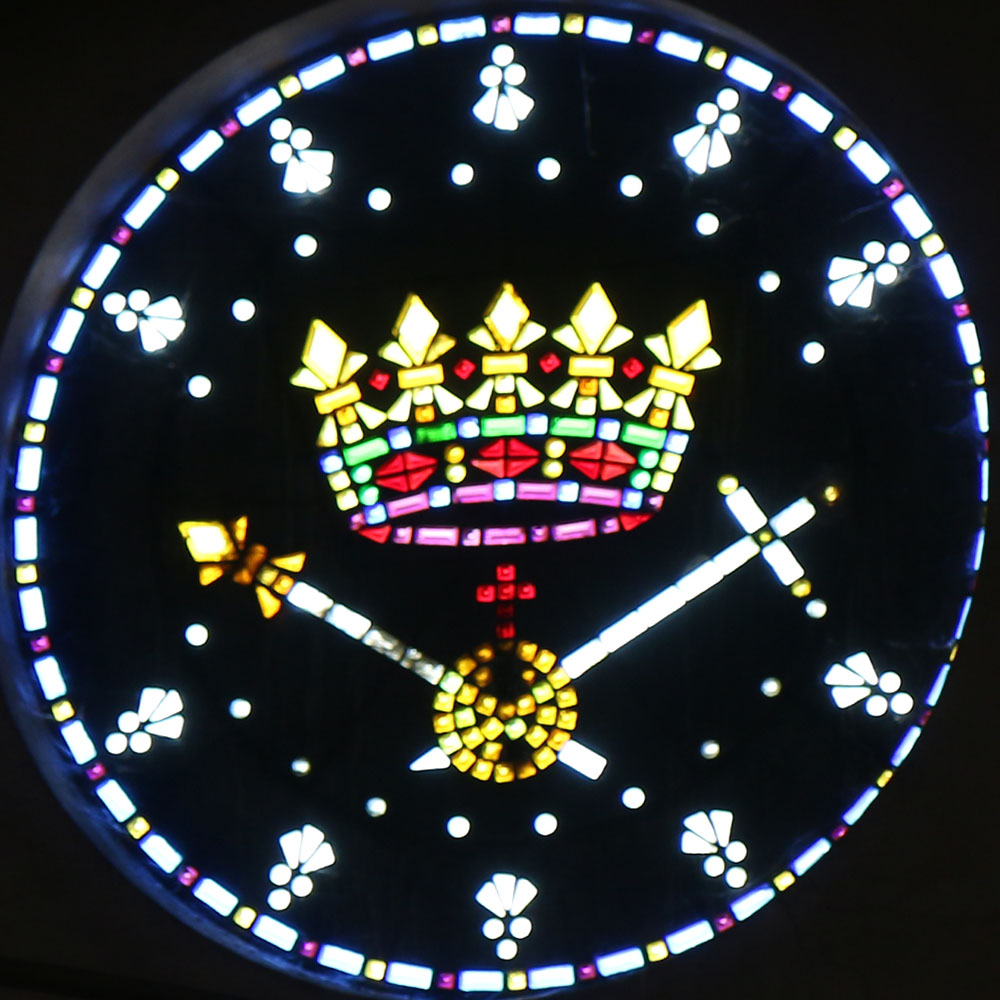
皇室的象征
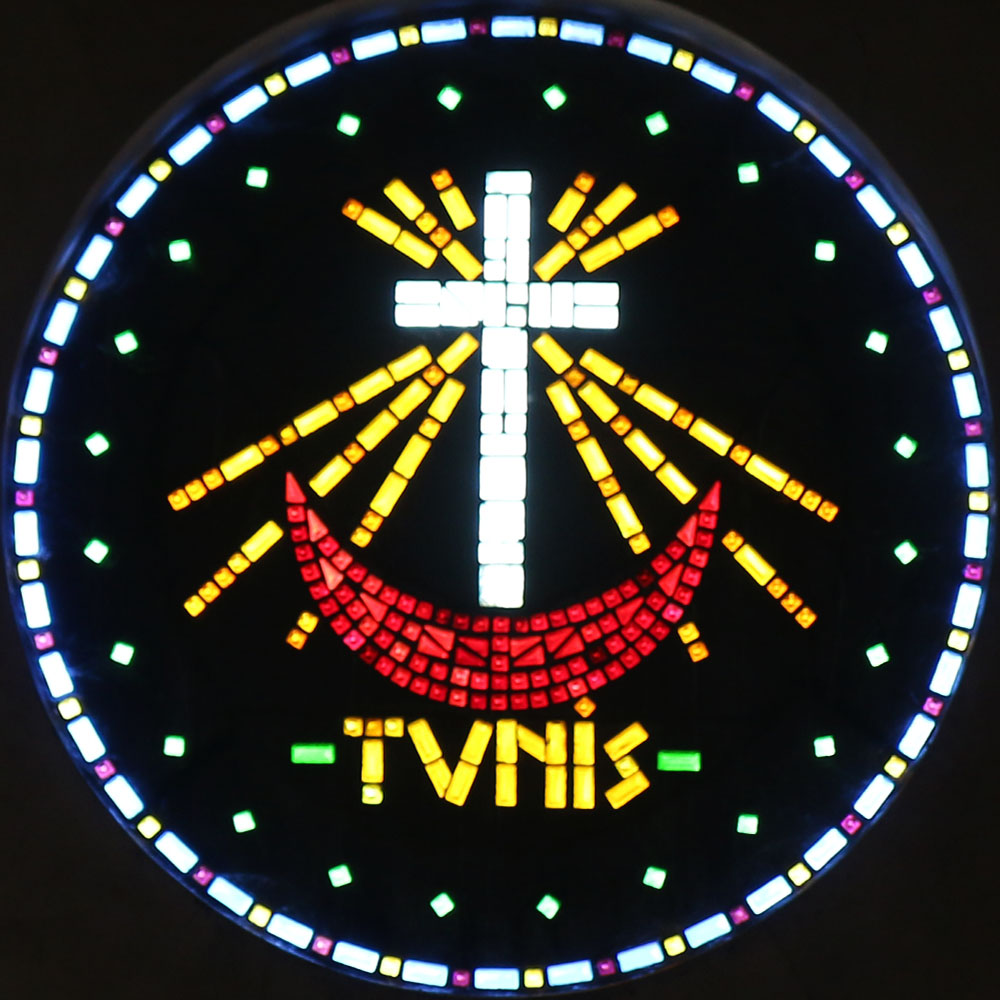
突尼斯市
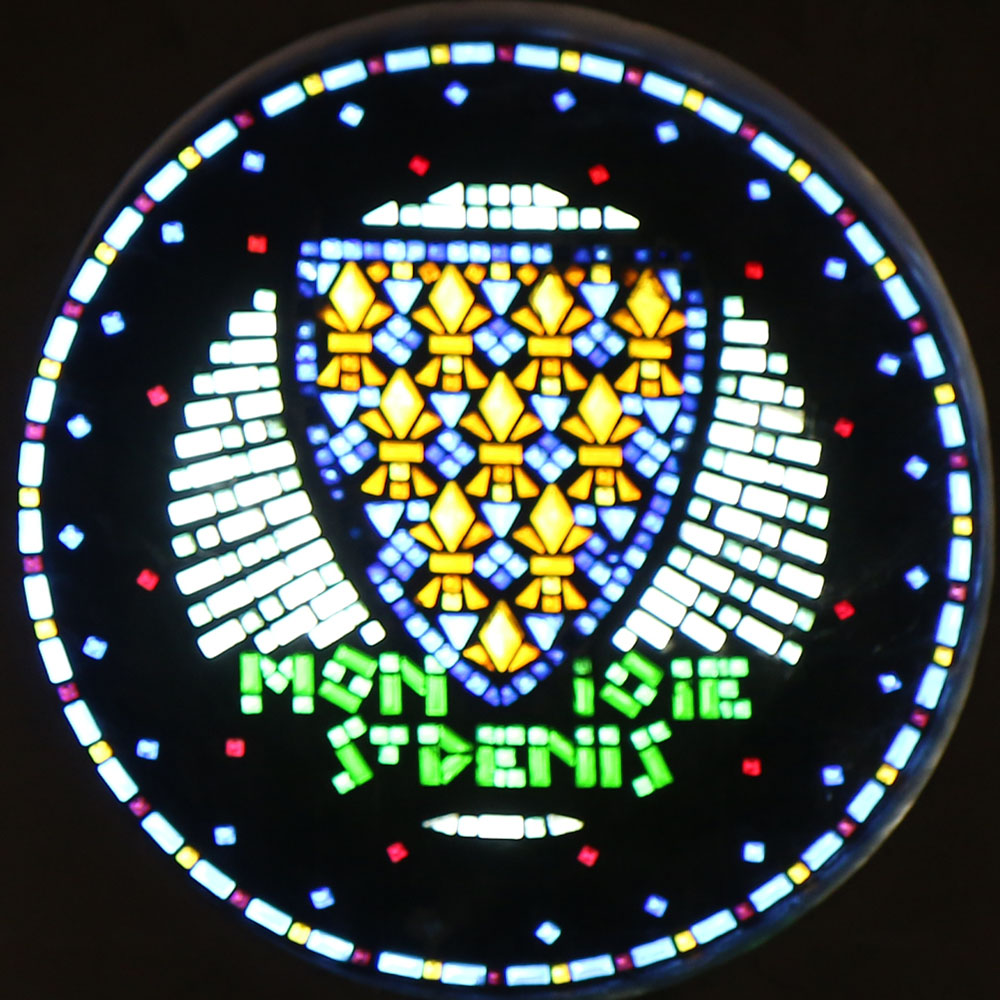
法国国王
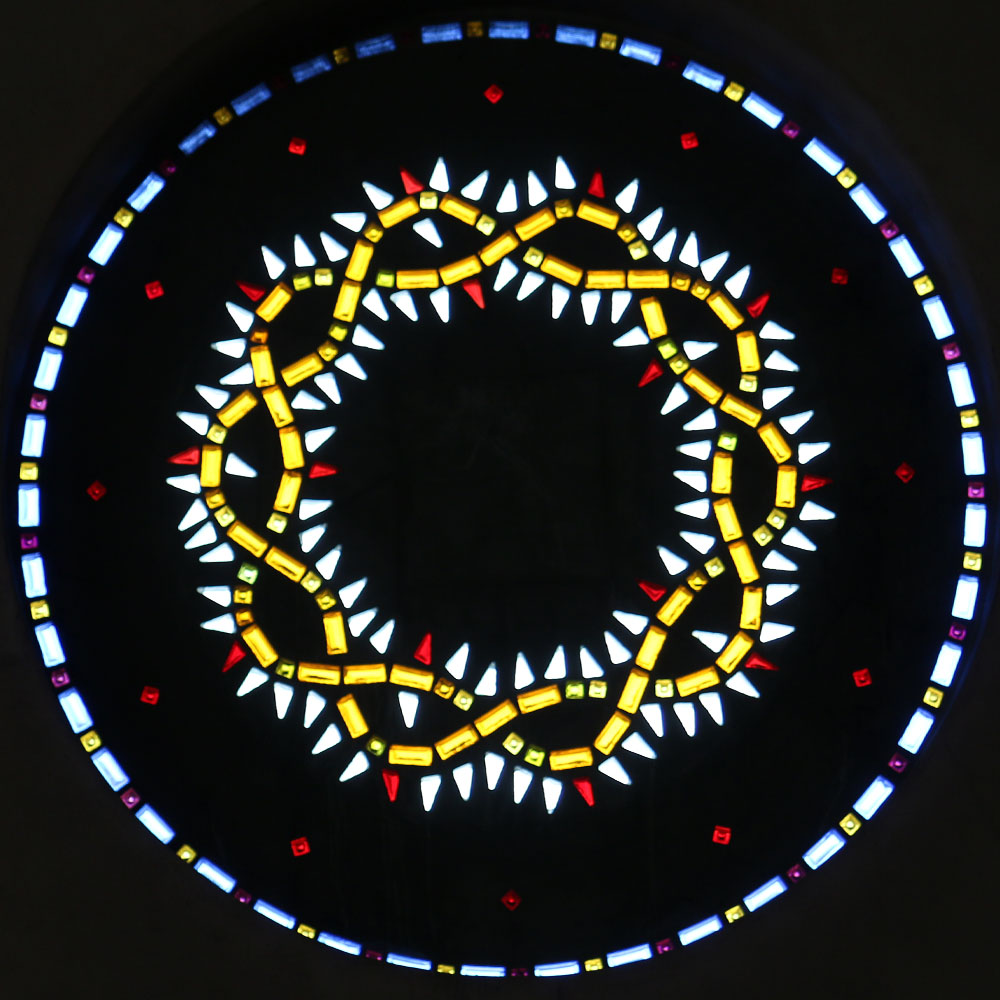
荆棘冠冕
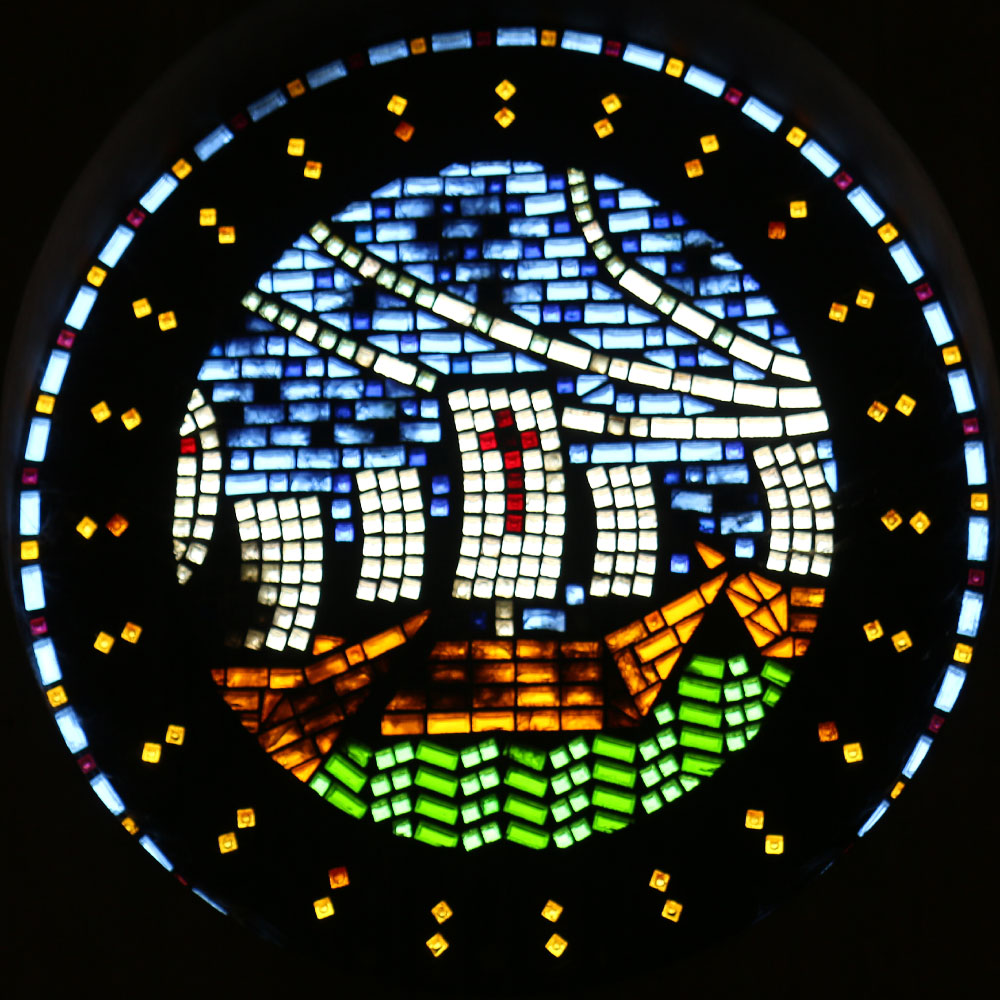
十字军东征船